# Conocephalus brevivalvus
Conocephalus brevivalvus is een rechtvleugelig insect uit de familie sabelsprinkhanen (Tettigoniidae). De wetenschappelijke naam van deze soort is voor het eerst geldig gepubliceerd in 2005 door Shi, Wang & Fu.